# Марти, Ян Дмитриевич
Ян Дмитриевич Марти  (род. 3 мая 1970, Архангельск) — певец, музыкант, композитор, автор песен,  цыган. Лауреат премий «Шансон года 2013» в номинации «Открытие года» («Радио Шансон»), «Золотой граммофон» («Русское радио») и фестиваля «Песня года». Настоящая фамилия — Мартынов. По происхождению — цыган.

## Биография
Ян Марти родился в 1970 году в Архангельске в цыганской семье.  Отец — виртуозный аккордеонист, руководитель музыкального коллектива. Мать — профессиональная вокалистка, лауреат многих музыкальных конкурсов.
В 1973 году семья переехала в г. Череповец, Вологодской обл.
В 6 лет Марти начал изучать гитару и другие музыкальные инструменты: фортепиано, баян, аккордеон, бас-гитару, стал играть на духовых и ударных инструментах.
По окончании школы поступил в Череповецкое музыкальное училище. Будучи студентом народного отделения по классу баян, дополнительно брал уроки вокала. В 1989 году записал свой первый музыкальный альбом и получил приглашение во Дворец культуры «Металлург», ОАО «Северсталь» в качестве эстрадного исполнителя. Через год Вологодская государственная филармония заключила с ним трудовое соглашение.
В 1992 году Ян Марти стал лауреатом конкурса «Ялта-Москва-Транзит».
В 1997 году компания «RMG Records» предложила ему подписать контракт на выпуск сольного альбома «Ветер любви». В этом же году Марти переехал в Москву, где обучался вокалу в Российской академии музыки имени Гнесиных у Маргариты Иосифовны Ланда.
В 2000 году Константин Арсенев, Андрей Мисаилов и Ян Марти записали альбом «Сердце на кон».
Летом 2001 года вышла песня «Арабы». Вскоре певец уехал в Италию, где жил несколько лет, занимаясь бизнесом.
В 2005 году в рамках Президентской программы по воспитанию молодёжи Ян Марти открыл в Череповце негосударственное учебное музыкальное учреждение.
5 декабря 2011 года в Москве, в «Крокус Сити Холл» прошёл сольный концерт Яна Марти «Виза в страну любви».
14 февраля 2013 года выпустил диск «15 граней любви», а 6 апреля стал лауреатом премии «Шансон года».
9 июня 2013 года Ян Марти и Елена Ваенга презентовали дуэтный трек.
В 2014 году Ян Марти получил награды фестиваля «Песня года» и премии «Золотой граммофон» за песню «Она красива».
В 2015 году Марти выступил на ежегодном фестивале «Эх, разгуляй 2015!» с песней «Гейзер страсти».

## Дискография
- 1997 — «Ветер любви»
- 2000 — «Сердце на кон»
- 2010 — «Ты ранила зверя»
- 2013 — «15 граней любви»
- 2015 — «На перекрестке счастья»

## Видеоклипы
| Год  | Песня                       |
| ---- | --------------------------- |
| 1997 | Леночка                     |
| 2012 | Я люблю тебя                |
| 2013 | Она красива                 |
| 2015 | Гейзер страсти              |
| 2016 | Женщина с ангельским именем |
| 2018 | Мой день                    |
| 2019 | Разрушай рубежи             |
| 2021 | Водка.Лёд.Мартини           |